# Опера у Грацу
Опера у Грацу (нем . Opernhaus Graz) је аустријска оперска кућа са седиштем у Грацу. Оркестар оперске куће такође изводи концерте као Филхармонијски оркестар Граца (Grazer Philharmonisches Orchester).

## Историја
Опера у Грацу изводила се од 17. века, првобитно у преуређеној згради за кочије на хабзбуршким краљевским поседима. Народно позориште (Schauspielhaus Graz), изграђено 1776. године, видело је много раних извођења Моцартових опера, иако је данас (после многих реконструкција) посвећено извођењу драма.
Прва наменска опера у граду и непосредна претходница Опере у Грацу била је Талија театар, адаптиран 1864. од старе циркуске сале. Планови за ново позориште које би одговарало растућој величини и значају града и требало да буде „нови дом за немачку уметност“ први пут су предложени 1887. године.
Дизајнирана од стране Фердинанда Фелнера и Хермана Хелмера у необарокном стилу, зграда опере у Грацу је свечано отворена 1899. године извођењем Шилерове драме Вилијам Тел, а неколико дана касније уследила је Вагнерова опера Лоенгрин. Зграда је претрпела оштећења током бомбардовања у Другом светском рату, али је поправљена и поново отворена након рата. Између 1983. и 1985. године, подвргнута је реновирању вредном 15 милиона долара које је омогућило уградњу модерне опреме и објеката без значајније промене оригиналног екстеријера и унутрашњости зграде. Данас опера има око 1.200 места.
Тренутни интендант компаније је Нора Шмид, од 1. јануара 2015. године, а наследила је Елизабет Соботку. Шмид би требало да се повуче са места интенданта после сезоне 2022–2023. У новембру 2021, компанија је објавила именовање Улриха Ленца за свог следећег интенданта, који ће ступити на посао од сезоне 2023–2024.
Бивши генерални музички директори (ГМД) компаније били су Никша Бареза (1981–1990), Филип Џордан (2001–2004), Јоханес Фрич (2006–2013) и Дирк Кафтан (2013–2017). У јесен 2016. године, Оксана Линив је први пут гостовала са компанијом, у продукцији опере Травијата. У фебруару 2017, компанија је објавила именовање Линив као свог следећег ГМД-а, које ће ступити на снагу од сезоне 2017–2018. Линив је прва жена диригент која је именована за ГМД Опере у Грацу. Свој мандат у Грацу завршила је на крају сезоне 2019–2020. У децембру 2018, компанија је објавила именовање Роланда Клутига за свог следећег главног диригента, које ће ступити на снагу од сезоне 2020–2021, са почетним уговором од 3 сезоне. Клутиг је завршио свој мандат на крају сезоне 2022–2023. У децембру 2022, компанија је објавила именовање Василиса Кристопулоса за свог следећег шефа диригента, које је ступило на снагу од сезоне 2023–2024.
- Опера у Грацу, седишта и цене, 1899.
- Опера у Грацу
- Улазна сала у оперу у Грацу
- Минијатура опере у Грацу